# Таймир
Полуостров Таймир или Таймирски полуостров (на руски: Таймыр полуостров, Таймырский полуостров) е най-северният полуостров на Азия, влизащ изцяло в състава на Красноярски край на Русия.

## Географска характеристика

### Географско положение, граници, големина
Полуостров Таймир се простира между Енисейския залив на Карско море на запад и Хатангския залив на море Лаптеви на изток. Крайната му точка на север е нос Челюскин, а южната му граница условно се прокарва по северното подножие на Средносибирското плато. В тези си граници дължината му от запад на изток е около 1000 km, ширина над 500 km и площ около 400 хил.km2.

### Брегова линия
Крайбрежието на полуострова е силно разчленено като най-големите заливи са: Енисейски, Пясински, Таймирски, Фадей, Мария Прончишчева, Хатангски и др.

### Деление
По характера на релефа си полуостров Таймир се дели на 3 обособени части:
- Западната част на Северосибирската низина, простираща се между северното подножие на Средносибирското плато на юг и южното подножие на планината Биранга на север. Тя е изградена от мощен слой от пясъчно-глинести наслаги и се характеризира с нискохълмисто-ридов и равнинен релеф. През нея протичат реките: Хатанга с притоците си Хета, Нова и др.; Пясина (средното течение) с притоците си Дудипта, Агапа, Пура и др.; Горна Таймира с притока си Лагата; Голяма Балахня и др. Има хиляди езера най-големи от които са: Таймир, Кунгасалах, Портнягино, Лабаз и др.
- Планината Биранга се простира от Енисейския залив на югозапад до крайбрежието на море Лаптеви на североизток. Тя се състои от няколко паралелни вериги с максимална височина 1146 m. Тук се наблюдават следи от кватернерни заледявания, а в източната ѝ част има съвременни ледници с площ около 40 km2.
- Между северните склонове на планината Биранга и крайбрежията на Карско море и море Лаптеви се простира Крайбрежната равнина. Тя има хълмисто-равнинен релеф. През нея протичат реките: долното течение на Пясина, Долна Таймира, Ленивая, Шренк и др.[1]

### Климат, почви, растителност
Климатът на полуострова е суров с повсеместно развита вечно замръзнала почва. Почвите са тундрови, глинести и арктически. Растителността е предимно тундрова, а на юг се срещат и редки гори и храсти.

## Историческа справка
Първото запознаване с географията на полуостров Таймир е извършено през 1736 г. когато лейтенант Василий Прончишчев открива източното му крайбрежие. От 1739 до 1741 г. лейтенант Харитон Лаптев и неговите сподвижници Семьон Челюскин, Николай Чекин, Василий Медведев и др. пресичат в различни направления целия полуостров, извършват първите географски изследвания и топографски снимки и на базата на тях Харитон Лаптев изчертава първата му сравнително достоверна карта. През 1843 г. руският геолот Александър Мидендорф извършва първите научни географски и геоложки изследвания в централните части на Таймир. От 1900 до 1930 г. няколко експедиции допринасят за окончателното изследване и топографско картиране на целия полуостров и неговото крайбрежие: Едуард Тол, Николай Коломейцев, Александър Колчак и др. (1900 – 1902 г., северното крайбрежие); Николай Урванцев (1919 – 20 г. западните, а през 1929 г. централните части); Александър Толмачов (1928 – 29 г.) и др.